# Seussical
Seussical es un musical de Lynn Ahrens y Stephen Flaherty basada en los libros del escritor infantil Dr. Seuss (principalmente ¡Horton escucha a Quién! y Horton empolla el huevo y Gertrude McFuzz) que debutó en Broadway en el año 2000. Historia de la obra es una compleja amalgama de muchos de los libros más famosos de Dr. Seuss. Después de una carrera de Broadway, la producción generó dos giras nacionales de Estados Unidos y una gira presentación en UK. Se ha convertido en una de las favoritas para la escuela, comunidad y teatros regionales.